# Пуша

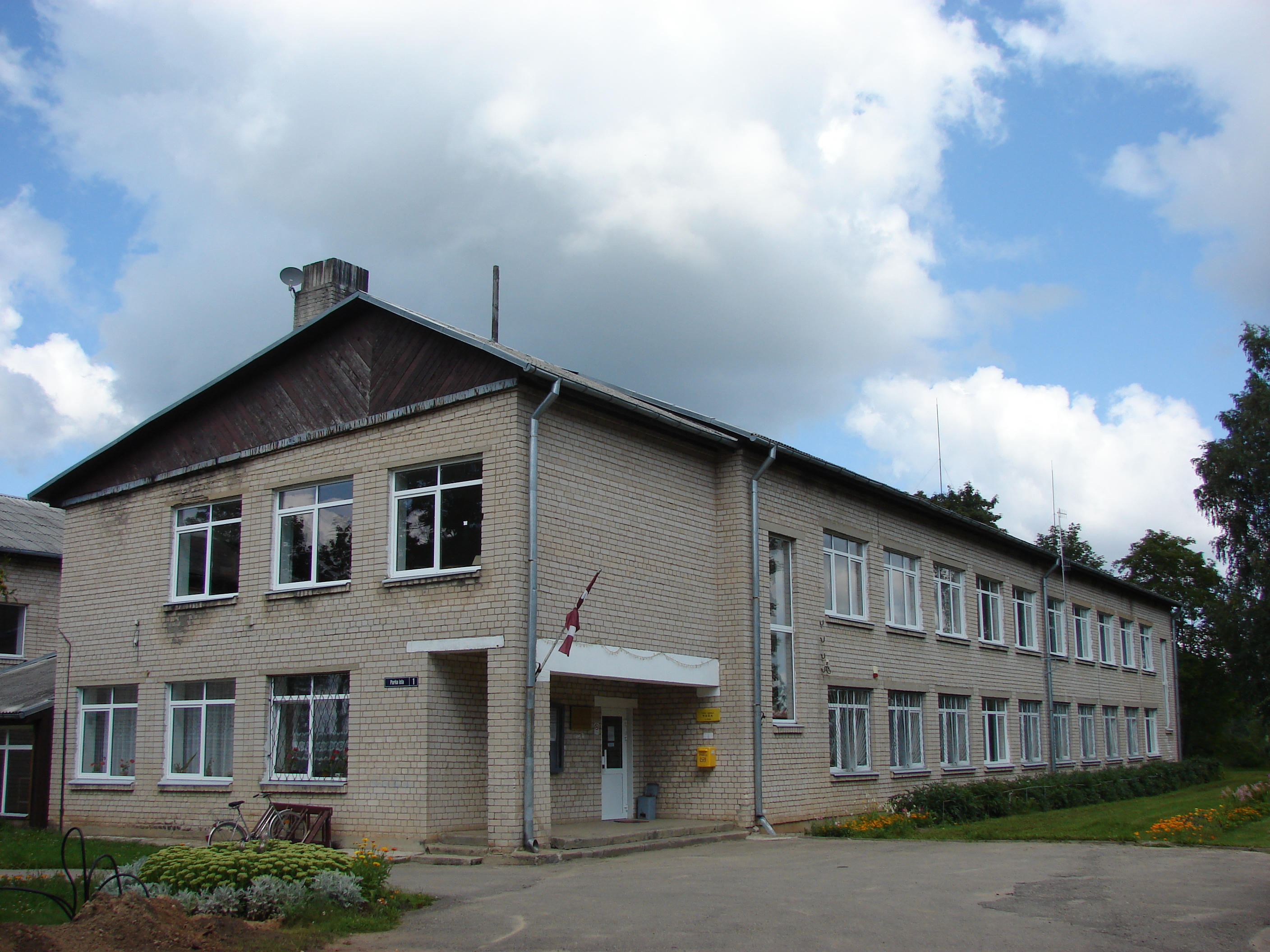
Почтовое отделение

Пу́ша (латыш. Puša) — населённый пункт в Резекненском крае Латвии. Административный центр Пушской волости. Находится на восточном берегу озера Пуша у региональной автодороги P57 (Малта—Слобода). Расстояние до города Резекне составляет около 35 км.
По данным на 2018 год, в населённом пункте проживало 222 человека. Есть волостная администрация, народный дом, библиотека, почта, католическая церковь.

## История
Ранее село являлось центром поместья Пуша. В 1935 году в селе проживало 26 человек.
В советское время населённый пункт был центром Пушского сельсовета Резекненского района. В селе располагалась центральная усадьба колхоза им. Пушкина.